# Police Quest
Police Quest je série počítačových her vytvořených a vydaných v letech 1987–1998 americkou společností Sierra On-Line. Jedná se zpočátku o adventury s policejní tematikou.
První tři díly vyšly pod supervizí (dohledem) policejního důstojníka Jima Wallse, na čtvrtém, pátém a šestém dílu se zase podílel bývalý šéf policejního sboru Los Angeles Daryl F. Gates. Pátý a šestý díl jsou zároveň začátkem série SWAT, která se poté transformovala do jiného žánru, taktické střílečky (tactical shooter). PQ5 a PQ6 tak tvoří jakýsi „most“ mezi těmito dvěma sériemi. 
Hlavní postavou prvních tří dílů je policista Sonny Bonds, jenž vychází z předobrazu syna Jima Wallse Sonnyho Wallse a působí ve fiktivním kalifornském městě Lytton. V realtimové strategii PQ: SWAT 2 (šestý díl) je tato postava jednou z několika agentů, které si hráč může najmout. Ve čtvrtém díle PQ: Open Season je hlavním hrdinou John Carey, detektiv z losangeleského oddělení vražd. Pátý díl PQ: SWAT je pak kříženec výukové hry, adventury, interaktivního filmu a taktického simulátoru zvláštních policejních jednotek SWAT.

## Vydané hry
- Police Quest 1 (1987) – celým názvem Police Quest: In Pursuit of the Death Angel[3]
- Police Quest 2 (1988) – celým názvem Police Quest 2: The Vengeance[3]
- Police Quest 3 (1991) – celým názvem Police Quest 3: The Kindred[4]
- Police Quest: Open Season (1993) – celým názvem Daryl F. Gates Police Quest: Open Season, uváděna i jako Police Quest 4[4][5]
- Police Quest: SWAT (1995) – celým názvem Daryl F. Gates' Police Quest: SWAT, uváděna i jako Police Quest 5[4] a SWAT 1
- Police Quest: SWAT 2 (1998) – přesným názvem Police Quest: SWAT2, uváděna i jako Police Quest 6 a SWAT 2